# Miguel Pérez Ferrero
Miguel Pérez Ferrero (Madrid, 1905- Madrid, mayo de 1978) fue un escritor, biógrafo, crítico y periodista español. Colaborador en su juventud de La Gaceta Literaria, en su sección de cine, también trabajó en otras publicaciones periódicas. Fue además autor de El bufón de la reina y otros poemas (1923), Luces de Bengala (1925), Vida de Antonio Machado y Manuel (1947), sobre los hermanos Antonio y Manuel Machado, Vida de Pío Baroja, una biografía de Pío Baroja, Primera andadura, biografía de Ramón Pérez de Ayala, y Tertulias y grupos literarios, entre otras. En el año 1947, comenzó a encargarse de la crítica cinematográfica del ABC bajo el seudónimo de «Donald».